# Partito Popolare Tedesco
Il Partito Popolare Tedesco (in tedesco: Deutsche Volkspartei, o DVP) è stato un partito liberal-nazionale  nella Repubblica di Weimar e successore del Partito Nazionale Liberale dell'Impero tedesco. Era un partito della destra liberale o liberal-conservatore. Il suo esponente più famoso era il Cancelliere e Ministro degli Esteri Gustav Stresemann, insignito nel 1926 del premio Nobel per la pace.

## Ideologia
Era formato essenzialmente dal corpo principale del vecchio Partito Nazionale Liberale (per lo più il suo centro e le fazioni di destra) in combinazione con alcuni degli elementi più moderati del Partito Liberal-conservatore e l'Unione economica, ed è stato fondato da Stresemann nei primi giorni della Repubblica di Weimar, periodo durante il quale è stato uno dei due grandi partiti liberali in Germania insieme al Partito Democratico Tedesco, orientato a sinistra.
Il partito è stato generalmente ritenuto il rappresentante degli interessi dei grandi industriali tedeschi. La sua piattaforma sosteneva i valori cristiani della famiglia, l'educazione laica, tasse più basse, opposizione alla spesa sociale e sussidi agrari e l'ostilità al "marxismo" (vale a dire i comunisti, e anche i socialdemocratici). Grazie alla sua accettazione tiepida della democrazia, il partito era inizialmente parte della "opposizione nazionale" alla coalizione di Weimar. Tuttavia, a poco a poco Stresemann iniziò a collaborare con i partiti di centro e di sinistra.
Il partito esercitò un'influenza sulla politica tedesca che andava oltre i suoi numeri, dato che Stresemann fu il solo statista di livello internazionale della Repubblica di Weimar. Egli servì come ministro degli esteri dal 1923 fino alla sua morte nel 1929 in nove differenti governi (uno dei quali ha brevemente guidato da lui stesso nel 1923), che andavano dal centro-destra al centro-sinistra.
Nonostante la reputazione internazionale di Stresemann, egli non ebbe mai una vera fiducia da parte del suo partito, numerosi elementi del quale non accettarono mai la repubblica. Dopo la morte di Stresemann, il DVP virò bruscamente a destra.

## Storia
Nel 1930 una disputa con i socialdemocratici a proposito dei sussidi di disoccupazione fece cadere il governo di grande coalizione di Hermann Müller. Nelle elezioni del settembre 1930, il DVP fu uno dei grandi sconfitti, perdendo 15 dei suoi 45 seggi parlamentari. La svolta a destra del partito fu accelerata, e molti dei suoi membri più liberali abbandonarono il partito, che in seguito iniziò a chiedere una coalizione di tutti i partiti "nazionali", tra cui anche i nazisti.
Il partito subì ulteriori perdite nelle elezioni del luglio 1932, scendendo a soli sette seggi. In un disperato tentativo di salvare il partito, il presidente Eduard Dingeldey strinse un patto con il più grande partito conservatore della Germania, il Partito Popolare Nazionale Tedesco, con cui presentò una lista comune per le elezioni del novembre 1932. Guadagnò solo quattro seggi, e quasi tutti i suoi membri liberali rimanenti abbandonarono il partito. Il DVP ruppe il patto poco dopo, ma questo non era abbastanza per scongiurare il collasso nelle elezioni del marzo 1933, in cui fu ridotto a due soli seggi.
Dopo il passaggio del Decreto dei pieni poteri, il partito fu sottoposto ripetute molestie. In particolare, i funzionari abbandonarono in massa il partito per paura di perdere il loro lavoro. Dingeldey, dopo alcuni tentativi falliti di unire il DVP al Partito Nazista, fu costretto a sciogliere il partito il 4 luglio 1933 per tutelare la sicurezza dei suoi dei membri rimanenti.
Ex membri del DVP sono stati coinvolti nella creazione del Partito Liberale Democratico dopo la seconda guerra mondiale.

## Risultati elettorali
| Elezione      | Voti      | %    | Seggi    |
| ------------- | --------- | ---- | -------- |
| 1919          | 1.345.638 | 4,43 | 19 / 423 |
| 1920          | 3.919.446 | 13,9 | 64 / 459 |
| Maggio 1924   | 2.694.381 | 9,2  | 45 / 472 |
| Dicembre 1924 | 3.049.064 | 10,1 | 51 / 493 |
| 1928          | 2.679.703 | 8,7  | 45 / 491 |
| 1930          | 1.577.365 | 4,5  | 30 / 577 |
| Luglio 1932   | 436.002   | 1,2  | 7 / 608  |
| Novembre 1932 | 660.889   | 1,9  | 11 / 585 |
| Marzo 1933    | 432.312   | 1,1  | 2 / 647  |